# Station d'épuration de Strasbourg-La Wantzenau
La station d'épuration des eaux usées de la métropole de Strasbourg est implantée à la limite entre Strasbourg et La Wantzenau, en bordure du Rhin, au cœur de la réserve naturelle nationale du massif forestier de la Robertsau et de La Wantzenau. La capacité nominale de traitement de la STEP est de 1 000 000 équivalents-habitants.

## Historique

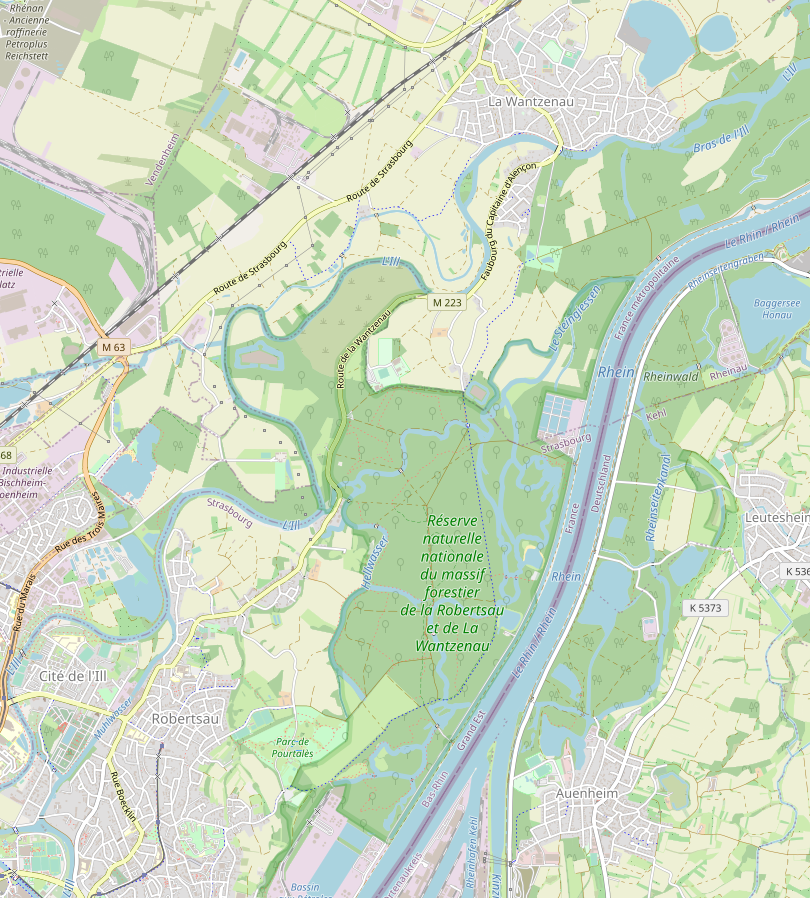
Plan de situation de la réserve naturelle nationale du massif forestier de la Robertsau et de La Wantzenau (source: OpenStreetMap).

En 1894, Strasbourg caresse le dessein de déverser ses eaux usées dans l'Ill. Le conseil municipal de La Wantzenau émet les plus vives protestations en ces termes :

« L'eau de l'Ill, qui coule directement dans notre village, deviendrait sale, polluée en général, et répandrait très probablement une odeur dégoûtante dans les environs lorsqu'il fait très chaud. L'eau de l'Ill est souvent utilisée par la population locale comme eau de boisson et de cuisine, et pour abreuver le bétail en le menant à la rivière, ce qui ne serait plus jamais possible. [...] »

Mais La Wantzenau, qui ne fait vraisemblablement pas le poids vis-à-vis de Strasbourg, n'est pas écoutée. En 1928, les eaux usées de la Robertsau sont rejetées dans l'Ill, puis en 1933 c'est au tour de celles de Schiltigheim. L'Ill devient un cloaque.
La station d'épuration de Strasbourg-La Wantzenau a été mise en service en 1988. Des travaux de mise aux normes ont été réalisés entre 2005 et 2007.

## La station
Elle recueille 98,6 % des eaux usées de la métropole de Strasbourg. Les eaux usées qui arrivent par écoulement gravitaire de Strasbourg sont relevées une première fois pour leur permettre de traverser l'ensemble de la station de traitement. Épurées, elles sont relevées derechef pour être rejetées directement dans le Rhin, situé au-dessus de l'installation de traitement, en raison de la présence des digues rendues nécessaires par le barrage hydro-électrique de Gambsheim, sis en aval de la commune de La Wantzenau. Le débit moyen rejeté est d'environ 2 m3 par seconde.
La station est équipée d'un détecteur de radioactivité.

### Ouvrages en amont
Il existe deux stations de prétraitement des eaux usées, avant que ces dernières ne viennent rejoindre la station : il s'agit des stations de prétraitement de Fegersheim et de Geispolsheim.
En amont, à Geispolsheim, des bassins de rétention sont en construction pour éviter, autant que faire se peut, que les déversoirs d'orage ne rejettent des eaux polluées dans le milieu naturel. En cas de très fortes pluies, il n'est pas à exclure qu'une partie des eaux usées soient rejetées sans traitement dans le fleuve, pour éviter l'engorgement de la station.
Au sein de l'usine d’incinération des ordures ménagères de Strasbourg, les eaux de process traitées sur place ainsi que les eaux de ruissellement de la plateforme de maturation des mâchefers sont dirigées vers le réseau d’assainissement pour leur traitement dans la station d’épuration.

## Chiffres clés
La station d'épuration de Strasbourg-La Wantzenau consomme 1 % de toute l'électricité utilisée dans la métropole de Strasbourg. Cela s'explique par le relevage des eaux, et par la production d'air comprimé pour aérer les bassins. Elle produit du biogaz qu'elle injecte ensuite dans le réseau à hauteur de 16,6 GWh par an. La plupart des boues sont incinérées, et finissent en décharge. Elles sont partiellement compostées.
| Chiffres clés              |                                |
| -------------------------- | ------------------------------ |
| Quantité d'eau traitée     | 63 342 092 m3 par an           |
| Boues                      | 12 097 tonnes de matière sèche |
| Consommation d'électricité | 31,2 GWh par an                |
| Fuel                       | 107 m3 par an                  |

### Micropolluants
Dans le cadre du programme LUMIEAU (Lutte contre les micropolluants dans l'eau), la métropole de Strasbourg souhaite améliorer la qualité des eaux rejetées dans le milieu naturel. La démarche repose essentiellement sur la fabrication volontaire de produits ménagers par les citoyens eux-mêmes, démarche également encouragée par l'association Zéro déchet Strasbourg qui y voit la possibilité de réduire la quantité d'emballages en plastique. Toutefois, après plusieurs années de communication, « aucun effet tangible n'a encore été enregistré sur la qualité des eaux usées ». Il convient donc de relancer la communication.